# متعدد أضلاع ثنائي المركز

مثلث متساوي الأضلاع

A bicentric kite

A bicentric شبه منحرف متساوي الساقين

A regular خماسي أضلاع

في الهندسة، متعدد أضلاع ثنائي المركز (بالإنجليزية: Bicentric polygon) هو متعدد أضلاع توجد دائرة محيطة به، وهو بدوره محيط بدائرة تسمى الدائرة المحاطة حيث جميع أضلاعه مماسة لها.